# Кохання у великому місті 3 (серіал)
«Кохання у великому місті 3» — серіал режисера Марюса Вайсберга та Девіда Додсона, який вийшов на екрани в 2014 році. Продовження фільмів «Кохання у великому місті», «Кохання у великому місті 2» та «Кохання у великому місті 3», фактично розвиваються ідеї, закладені в третій частині франшизи.

## Зміст
У житті кожного батька рано чи пізно настає момент, коли дружина відлітає на заслужений відпочинок, а він залишається один на один із власною дитиною. Здавалося би — нічого складного! Так подумали Ігор, Артем і Сауна, навіть не підозрюючи, який «водоспад» пригод накриє їх з головою.
Змучені «принадами» батьківства, хлопці зустрічають свого старого приятеля Святого Валентина. Знімаючи стрес за пляшкою віскі, хлопці жартома мріють про те, щоб їхні діти скоріше стали дорослими.
А на ранок, шоковані татусі розуміють — їх мрія збулася і тепер вони на власній шкурі зрозуміють, що значить приказка: Великі діти — великі проблеми …

## Ролі
| Актор                | Роль                                               |
| -------------------- | -------------------------------------------------- |
| Олексій Чадов        | Артем Ісаєв                                        |
| Віра Брежнєва        | Катя Ісаєва                                        |
| Олександр Петров     | Артем Ісаєв-молодший (дорослий син Артема та Каті) |
| Іван Шмаков          | Артем Ісаєв (син Артема та Каті (6 років))         |
| Вілле Хаапасало      | «Сауна»                                            |
| Анастасія Задорожна  | Аліса                                              |
| Володимир Зеленський | Ігор Зеленський                                    |
| Світлана Ходченкова  | Настя                                              |
| Філіп Кіркоров       | Святий Валентин "Бедросович"                       |
| Шерон Стоун          | Анжела Блейк                                       |
| Ольга Мокшина        | Христина Артурівна                                 |
| Вероніка Вернадська  | Таня                                               |
| Ігор Жижикін         | Олег                                               |
| Катерина Клімова     | Анна                                               |
| Олег Кленов          | охоронець олігарха                                 |
| Михайло Салін        | капітан поліції                                    |
| Дмитро Михайлик      | охоронець олігарха                                 |

## Створення
Після успіху двох перших частин фільму «Кохання у великому місті», логічним і передбачуваним була поява у прокаті третьої частини франшизи «Кохання у великому місті 3» режисера Марюса Вайсберга, яка показала непогані результати за перший прокатний тиждень.

## Історія створення, зйомки, підбір акторів
Рішення про створення третьої частини було прийнято відразу після успішного прокату другої. У фільмі знімався весь основний акторський склад попередніх частин, плюс «запрошена зірка» Шерон Стоун і кілька інших російських акторів. Крім цього, кінокомпанія «Леополіс» в соцмережі «Однокласники» оголосила кастинг дітей 6-7 років і 18-20 років, на ролі дітей головних героїв.

## Вихід в ефір
3 березня 2014 року серіал вийшов в ефір. Всього в першому сезоні було знято 8 серій по 43-45 хвилин кожна. 22 квітня 2014 року серіал вийшов і на ДВД.

## Знімальна група
- Режисер — Марюс Вайсберг, Алехандро Де Леон
- Сценарист — Андрій Яковлєв, Михайло Савін, Юрій Костюк
- Продюсер — Сергій Лівнєв, Володимир Зеленський, Сергій Шефір